# Barrière de Saint-Gilles
La barrière de Saint-Gilles (en néerlandais : Bareel van Sint-Gillis) est une place de Bruxelles.

## Situation
La barrière de Saint-Gilles est située au cœur de la commune de Saint-Gilles, au croisement de la chaussée de Waterloo, de la chaussée d'Alsemberg, de l'avenue du Parc, de la rue Théodore Verhaegen, de la rue de l'Hôtel des Monnaies et de la rue Paul Dejaer. C'est un important nœud routier, tant pour les voitures que pour les trams et les bus.

## Historique
L'appellation Barrière fait référence à une barrière d'octroi qui y était située au XVIIe siècle. Dans les textes officiels la barrière de Saint-Gilles est définie comme le premier point de perception sur la route de Bruxelles à Trèves et établi « au débouché de la route d'Alsemberg ». L'octroi a été supprimé en Belgique en 1860.
Ce site était autrefois dénommé Wintmolenberch (la montagne au moulin à vent), par référence aux trois moulins à vent qui s'y dressaient aux 16e et 17e siècles. Ils furent détruits vers 1672 en vue de la construction du fort de Monterey, qui effleurait la place actuelle par l'Ouest.
À partir de 1871, le terminus des omnibus à chevaux de la Bourse se trouvait à la Barrière.
Depuis le 10 avril 1900 La Porteuse d'eau de Julien Dillens occupe le centre du rond-point – et une copie de celle-ci depuis 1992.

## Accès
Ce site est desservi par la station de prémétro Horta.